# شپرندلینگن
شپرندلینگن (به آلمانی: Sprendlingen) یک شهر در آلمان است که در ماینتس-بینگن واقع شده‌است. شپرندلینگن ۴٬۰۱۱ نفر جمعیت دارد.